# Saint-Armel, Morbihan
Saint-Armel (bretonska: Sant-Armael) är en kommun i departementet Morbihan i regionen Bretagne i nordvästra Frankrike. Kommunen ligger i kantonen Sarzeau som tillhör arrondissementet Vannes. År 2022 hade Saint-Armel 885 invånare.

## Befolkningsutveckling
Antalet invånare i kommunen Saint-Armel
| Referens: INSEE |